# Pastra
Pastra (bulgariska: Пастра) är ett distrikt i Bulgarien.   Det ligger i kommunen Obsjtina Rila och regionen Kjustendil, i den västra delen av landet, 70 km söder om huvudstaden Sofia.
Omgivningarna runt Pastra är en mosaik av jordbruksmark och naturlig växtlighet. Runt Pastra är det ganska tätbefolkat, med 111 invånare per kvadratkilometer.